# Афганистан на летних Олимпийских играх 1980
Афганистан принимал участие в Летних Олимпийских играх 1980 года в Москве (СССР) в восьмой раз за свою историю, пропустив Летние Олимпийские игры 1976 года, но не завоевал ни одной медали. Несмотря на бойкот олимпийских игр в Москве многими странами, Афганистан делегировал своих спортсменов на олимпиаду в СССР.